# Roupeldange
Roupeldange település Franciaországban, Moselle megyében. Lakosainak száma 338 fő (2022. január 1.). Roupeldange Boulay-Moselle, Éblange, Gomelange, Guinkirchen, Hinckange és Ottonville községekkel határos.

## Népesség
A település népessége az elmúlt években az alábbi módon változott:
| Lakosok száma | 226  | 334  | 387  | 382  | 388  | 382  | 369  | 362  | 361  | 338  |
|               | 1968 | 1982 | 1990 | 2006 | 2013 | 2015 | 2017 | 2019 | 2020 | 2022 |